# اسب آبی: حماسه اعماق
اسب آبی: حماسه اعماق (انگلیسی: The Water Horse: Legend of the Deep) یک فیلم در ژانر فانتزی، کودکان، و درام به کارگردانی جی راسل است که در سال ۲۰۰۷ منتشر شد.

## داستان
در سال ۱۹۴۲ در طول جنگ جهانی دوم، پسری به نام انگوس مک‌مورو در خانه ارباب لرد کیلین در لخ‌نس به همراه مادرش آن مک‌مورو و خواهرش کرستی زندگی می‌کنند. لوئیس موبری به عنوان یک خدمتکار در آنجا کار می کند. پدر انگوس، چارلز، خدمتکار سابق، یک ملوان در نیروی دریایی پادشاهی بریتانیا است که از زمان غرق شدن کشتی‌اش در جنگ یک سال پیش، مفقود شده است. آنگوس نمی تواند قبول کند که برنمی گردد.
یک روز، انگوس در حالی که صدف‌های دریایی را جمع‌آوری می‌کرد، یک تخم بزرگ و مرموز را در شن‌ها کشف می‌کند و موجودی ناشناخته از تخم بیرون می‌آید که نام رابینسون کروزوئه «کروزو» را برای آن انتخاب می‌کند...

## بازیگران
- الکس اتل در نقش انگوس مک مورو
  - برایان کاکس در نقش بزرگسالی انگوس مک مورو
- امیلی واتسون در نقش آن مک مورو
- بن چاپلین در نقش لوئیس موبری
- دیوید موریسی در نقش کاپیتان توماس همیلتون
- کریگ هال در نقش چارلز مک مورو